# Discographie des Black Crowes
Cet article présente la discographie du groupe de rock américain The Black Crowes. Il a enregistré dix albums studios, six albums live, quatre compilations  et vingt-sept singles.
La carrière discographique des Black Crowes commença en 1990 avec la sortie du premier album studio, Shake Your Money Maker. Cet album sera le plus gros succès du groupe, il atteindra la 4e place du Billboard 200 et sera certifié cinq fois disque de platine aux États-Unis ce qui représente la vente de plus de cinq millions d'albums. Il sera suivi en 1992 du deuxième album, The Southern Harmony and Musical Companion, qui sera l'unique album à se classer à la première place du Billboard 200 américain et se vendra à plus de deux millions d'exemplaires (double disque de platine) aux États-Unis. Quatre des singles issu de l'album, "Thorn in My Pride", "Sting Me", "Remedy", et "Hotel Illness") se classeront à la première place du Mainstream Rock Tracks chart américain. L'album eut aussi de succès au Royaume-Uni, où il se classa à la deuxième place des charts britanniques. À partir du troisième album, Armorica, sorti en 1994, le succès du groupe commença à décroitre et le groupe enregistra encore trois albums studios, Three Snakes and One Charm (1996), By Your Side (1999) et Lions (2001) avant de se séparer une première fois en 2002.
En 1999, le groupe s'associa avec le guitariste Jimmy Page pour une performance de deux concerts au Greek Theatre de Los Angeles. Les titres joués seront principalement des reprises de led Zeppelin et de vieux standards du blues ainsi que quelques titres du groupe. L'album Jimmy Page and the Black Crowes Live at the Greek sorti en février 2000 mais, pour des raisons contractuelles, aucune composition signée par le groupe n'y figurera.
Le groupe se reforma en 2005, mais Warpaint ne sortira qu'en 2008, il sera le premier album à entrer dans le top 10 du Billboard 200 (5e place) depuis The Southern Harmony and musical Companion. Il sera suivi en 2009 de Before the Frost...Until the Freeze, un album double dont la première partie Before the Frost sera mise à la vente en compact disc et la deuxième, Until the Freeze, sera téléchargeable sur le site internet du groupe grâce à un code obtenu avec l'achat de Before the Frost. En avril 2010, sorti Croweology, un album sur lequel le groupe reprend en version acoustique des titres provenant du premier album du groupe jusqu'à des titres de Lions. La tournée de promotion de cet album en 2010 donnera l'album live Wiser for the Time qui sortira en 2013.
En janvier 2015, le guitariste et membre fondateur, Rich Robinson annonça la séparation définitive du groupe. Néanmoins les deux frères Robinson reforment le groupe en 2019, et en 2022 sort un EP, 1972 ne contenant que des reprises. Il faut attendre 2024 pour voir la sortie du dixième album studio du groupe, Hapiness Bastards.

## Albums studios
| Album                                                                                   | Charts | Charts | Charts | Charts | Charts | Charts | Charts | Charts | Charts | Charts | Charts | Charts | Charts | Certifications                      |
| Album                                                                                   | [ 3 ]  | [ 4 ]  | [ 5 ]  | [ 6 ]  | [ 7 ]  | [ 8 ]  | [ 9 ]  | [ 10 ] | [ 11 ] | [ 12 ] | [ 13 ] | [ 14 ] | [ 15 ] | Certifications                      |
| --------------------------------------------------------------------------------------- | ------ | ------ | ------ | ------ | ------ | ------ | ------ | ------ | ------ | ------ | ------ | ------ | ------ | ----------------------------------- |
| Shake Your Money Maker - Sortie: 13 février 1990 - Label: Def American                  | 4      | 36     | —      | 43     | —      | 4      | —      | —      | —      | 4      | 61     | 48     | —      | 5 × Platine · Argent · Or · Platine |
| The Southern Harmony and Musical Companion - Sortie: 12 mai 1992 - Label: Def American  | 1      | 2      | 30     | 6      | 39     | 2      | —      | —      | 9      | 4      | 17     | 17     | 17     | 2 × Platine · Platine · Or          |
| Amorica - Sortie: 1er novembre 1994 - Label: American Recordings                        | 11     | 8      | 40     | 11     | —      | 13     | —      | 39     | —      | 39     | 17     | 25     | 35     | Or · Argent                         |
| Three Snakes and One Charm - Sortie: 23 juillet 1996 - Label: American Recordings       | 15     | 17     | 38     | 23     | 35     | 22     | 19     | —      | —      | —      | 39     | 23     | 35     | —                                   |
| By Your Side - Sortie: 23 juillet 1996 - Label: Columbia                                | 26     | 34     | 28     | 40     | 47     | 10     | 21     | 69     | 23     | —      | 46     | 11     | —      | —                                   |
| Lions - Sortie: 7 mai 2001 - Label: V2 Records                                          | 20     | 37     | 66     | —      | —      | 20     | —      | 141    | —      | —      | 78     | 51     | 68     | —                                   |
| Warpaint - Sortie: 3 mars 2008 - Label: Siver Arrow Records                             | 5      | 52     | 71     | —      | —      | 12     | —      | 96     | —      | —      | 24     | 50     | —      | —                                   |
| Before the Frost...Until the Freeze - Sortie: 31 août 2009 - Label: Siver Arrow Records | 12     | 47     | 84     | —      | —      | —      | —      | —      | —      | —      | 51     | —      | —      | —                                   |
| Croweology - Sortie: 3 août 2010 - Label: Silver Arrow                                  | 13     | 62     | 98     | —      | —      | —      | —      | —      | —      | —      | 80     | —      | —      | —                                   |
| Happiness Bastards - Sortie: 15 mars 2024 - Label: Silver Arrow                         | 97     | 31     | 18     | —      | 44     | —      | —      | 125    | —      | —      | 29     | —      | 11     | —                                   |

## Albums en public
| Album                                                                            | Charts | Charts  | Charts | Charts | Charts | Charts | Charts | Charts | Charts | Charts | Charts | Certifications |
| Album                                                                            | [ 3 ]  | (Indie) | [ 4 ]  | [ 5 ]  | [ 7 ]  | [ 25 ] | [ 9 ]  | [ 10 ] | [ 12 ] | [ 13 ] | [ 15 ] | Certifications |
| -------------------------------------------------------------------------------- | ------ | ------- | ------ | ------ | ------ | ------ | ------ | ------ | ------ | ------ | ------ | -------------- |
| Live at the Greek - Sortie: 29 février 2000 - Label: SPV GmbH                    | 64     | 2       | 39     | 24     | 37     | 27     | 27     | 73     | 45     | 46     | 77     | Or             |
| Live - Sortie: 20 août 2002 - Label: V2 Records                                  | 137    | 64      | —      | —      | —      | —      | —      | 130    | —      | —      | —      | —              |
| Freak 'n' Roll...Into the Fog - Sortie:21 mars 2006 - Label: Eagles Rock Records | —      | 18      | —      | —      | —      | —      | —      | —      | —      | —      | —      | —              |
| Warpaint Live - Sortie:21 mars 2006 - Label: Eagle Records                       | —      | 37      | —      | —      | —      | —      | —      | —      | —      | —      | —      | —              |
| Wiser for the Time - Sortie:18 mars 2013 - Label: Eagle Records                  | —      | —       | —      | —      | —      | —      | —      | —      | —      | —      | —      | —              |
| Shake Your Money Maker - Live - Sortie: 17 mars 2023 - Label: Silver Arrow       | —      | —       | —      | 45     | —      | —      | —      | —      | —      | —      | —      | —              |

## Compilations / Rééditions
| Album | Charts | Charts  | Charts | Charts | Charts | Charts |
| Album | [ 3 ]  | (Indie) | [ 4 ]  | [ 5 ]  | [ 13 ] |        |
| --- | ------ | ------- | ------ | ------ | ------ | ------ |
| Sho'Nuff (The Complete Black Crowes) - Sortie: 1998 - Label: American Recordings                                           | —      | —       | —      | —      | —      |        |
| Greatest Hits 1990–1999: A Tribute to a Work in Progress... - Sortie: 20 juin 2000 - Label: American Recordings : Columbia | 143    | —       | —      | —      | —      |        |
| The Lost Crowes - Sortie:26 mars 2006 - Label: Eagles Rock Records                                                         | 128    | —       | —      | —      | —      |        |
| Shake Your Money Maker (30ème anniversaire 2CD) - Sortie:26 février 2021 - Label: UMe/American Recordings                  |        |         |        |        |        |        |

## EPs
| Year | EP details |
| ---- | --- |
| 2017 | Live at Jones Beach 2000 (Jimmy Page and The Black Crowes) - Release date: April 22, 2017 - Label: The Orchard |
| 2022 | 1972 - Release date: May 4, 2022 - Label: Silver Arrow                                                         |

## Singles
Singles de 1990 - 1999
| Jealous Again                                                                  | 1990 | 75 | 5  | 76 | —  | 56 | — | —  | 34 | —  | Shake Your Money Maker                     |
| Twice as Hard (US only)                                                        | 1990 | —  | 11 | —  | —  | 58 | — | —  | —  | —  | Shake Your Money Maker                     |
| Hard to Handle                                                                 | 1990 | 45 | 1  | 45 | —  | 40 | — | —  | 56 | —  | Shake Your Money Maker                     |
| Twice as Hard                                                                  | 1991 | —  | 47 | —  | —  | —  | — | —  | —  |    | Shake Your Money Maker                     |
| She Talks to Angels                                                            | 1991 | 30 | 1  | 70 | 44 | 26 | — | 21 | —  | —  | Shake Your Money Maker                     |
| Hard to Handle '91                                                             | 1991 | 26 | —  | 39 | —  | 45 | — | —  | —  | —  | Shake Your Money Maker                     |
| Seeing Things                                                                  | 1991 | —  | 2  | 72 | —  | 72 | — | —  | —  | —  | Shake Your Money Maker                     |
| Remedy                                                                         | 1992 | 48 | 1  | 24 | 21 | 29 | 7 | 6  | 19 | 39 | The Southern Harmony and Musical Companion |
| Sting Me                                                                       | 1992 | —  | 1  | 42 | —  | 62 | — | —  | —  | —  | The Southern Harmony and Musical Companion |
| Thorn in My pride                                                              | 1992 | 80 | 1  | —  | —  | 34 | — | —  | —  | —  | The Southern Harmony and Musical Companion |
| Hotel Illness                                                                  | 1992 | —  | 1  | 47 | —  | 49 | — | —  | 24 | —  | The Southern Harmony and Musical Companion |
| Sometimes Salvation                                                            | 1993 | —  | 7  | —  | —  | 45 | — | —  | —  | —  | The Southern Harmony and Musical Companion |
| Bad Luck Blue Eyes Goodbye                                                     | 1993 | —  | 40 | —  | —  | —  | — | —  | —  | —  | The Southern Harmony and Musical Companion |
| A Conspiracy                                                                   | 1994 | —  | 5  | 25 | —  | 54 | — | —  | —  | —  | Amorica                                    |
| High Head Blues                                                                | 1995 | —  | 8  | 25 | —  | —  | — | —  | —  | —  | Amorica                                    |
| Wiser Time                                                                     | 1995 | —  | 7  | 34 | —  | 15 | — | —  | —  | —  | Amorica                                    |
| One Mirror Too Many                                                            | 1996 | —  | —  | 51 | —  | —  | — | —  | —  | —  | Three Snakes and One Charm                 |
| Good Friday                                                                    | 1996 | —  | 3  | —  | —  | 8  | — | —  | —  | —  | Three Snakes and One Charm                 |
| Blackberry                                                                     | 1996 | —  | 6  | —  | —  | 42 | — | —  | —  | —  | Three Snakes and One Charm                 |
| Better When You're Not Alone                                                   | 1996 | —  | —  | —  | —  | 73 | — | —  | —  | —  | Three Snakes and One Charm                 |
| Kickin' My Heart Around                                                        | 1998 | —  | 3  | 55 | —  | 12 | — | —  | —  | —  | By Your Side                               |
| By Your Side                                                                   | 1998 | —  | —  | —  | —  | —  | — | —  | —  | —  | By Your Side                               |
| Only a Fool                                                                    | 1999 | —  | 7  | —  | —  | 25 | — | —  | —  | —  | By Your Side                               |
| Go Faster                                                                      | 1999 | —  | 24 | —  | —  | —  | — | —  | —  | —  | By Your Side                               |
| "—" indique que l'album n'entra pas dans les classements musicaux de ces pays. |      |    |    |    |    |    |   |    |    |    |                                            |

Singles de 2000 à 2024
| What Is And What Should Never Be                                               | 2000 | — | 13 | —  | Live at the Greek                        |
| Ten Years Gone                                                                 | 2000 | — | 33 | —  | Live at the Greek                        |
| Soul Singing                                                                   | 2001 | — | 12 | 80 | Lions                                    |
| Lickin'                                                                        | 2001 | — | 9  | —  | Lions                                    |
| Goodbye Daughters of the Revolution                                            | 2008 | — | 33 | —  | Warpaint                                 |
| Wounded Bird                                                                   | 2008 | — | —  | —  | Warpaint                                 |
| I Ain't Hiding                                                                 | 2009 | — | —  | —  | Before the Frost...Until the Freeze      |
| Good Morning Captain                                                           | 2009 | — | —  | —  | Before the Frost...Until the Freeze      |
| Charming Mess                                                                  | 2021 | — | 33 |    | Shake Your Money Maker: 30th Anniversary |
| Soul Singing                                                                   | 2024 | — | 12 | —  | Hapiness Bastards                        |
| Bedside Manners'                                                               | 2024 | — | 38 | —  | Hapiness Bastards                        |
| "—" indique que l'album n'entra pas dans les classements musicaux de ces pays. |      |   |    |    |                                          |